# Qaymaqlı
Qaymaqlı är en ort i Azerbajdzjan.   Den ligger i distriktet Qazach, i den västra delen av landet, 400 km väster om huvudstaden Baku. Qaymaqlı ligger 449 meter över havet och antalet invånare är 2 055.
Terrängen runt Qaymaqlı är huvudsakligen kuperad, men den allra närmaste omgivningen är platt. Närmaste större samhälle är Çaylı, 18,2 km sydost om Qaymaqlı.
Trakten runt Qaymaqlı består till största delen av jordbruksmark. Runt Qaymaqlı är det ganska tätbefolkat, med 58 invånare per kvadratkilometer.